# Macromitrium greenmanii
Macromitrium greenmanii är en bladmossart som beskrevs av Abel Joel Grout 1944. Macromitrium greenmanii ingår i släktet Macromitrium och familjen Orthotrichaceae. Inga underarter finns listade i Catalogue of Life.